# 鹿児島障害者職業能力開発校
鹿児島障害者職業能力開発校（かごしましょうがいしゃしょくぎょうのうりょくかいはつこう）は鹿児島県薩摩川内市入来町浦之名にある国立の障害者職業能力開発校である。職業能力開発促進法に基づき国が設置、鹿児島県が運営する(国立県営)。身体障害者および知的障害者に対する就労訓練をおこなっていて、寮も設置されている。

## 沿革
1993年　4月1日　鹿児島身体障害者職業訓練校から現在の名称に改称

## 訓練科
訓練科は次のとおりである。
- 普通課程
  - 情報電子科
  - グラフィックデザイン科
  - 介護福祉サービス科
  - OA事務科
- 短期課程
  - アパレル科
  - ワークトレーニング科

## 廃止された訓練科
- 短期課程
  - 園芸科